# Борцухи (Островецький повіт)
Борцухи (пол. Borcuchy) — село в Польщі, у гміні Балтув Островецького повіту Свентокшиського воєводства.
Населення — 60 осіб (2011).
У 1975-1998 роках село належало до Келецького воєводства.

## Демографія
Демографічна структура на день 31 березня 2011 року:
|          | Загалом | Допрацездатний вік | Працездатний вік | Постпрацездатний вік |
| -------- | ------- | ------------------ | ---------------- | -------------------- |
| Чоловіки | 34      | 6                  | 20               | 8                    |
| Жінки    | 26      | 6                  | 14               | 6                    |
| Разом    | 60      | 12                 | 34               | 14                   |